# Maria Cälina von der Darstellung
Maria Cälina von der Darstellung OSCI (bürgerlich: Jeanne Germaine Castang) (* 23. Mai 1878 in Nojals-et-Clotte, Dordogne; † 30. Mai 1897 in Talence) war eine französische Nonne. Sie wird in der römisch-katholischen Kirche als Selige verehrt.

## Leben
Jeanne Germaine Castang entstammte einer verarmten Familie. Mit vier Jahren erkrankte sie an Kinderlähmung. Trotzdem pflegte sie ihren an Tuberkulose erkrankten Bruder und ging zum Betteln. Sie wurde in einen Internat der Nazarethschwestern aufgenommen. Dort fühlte sie sich zum Ordensstand hingezogen. Nach dem Tod der Mutter und des Bruders trat sie bei den Klarissen ein Am 21. November 1896 wurde sie eingekleidet und nahm den Ordensnamen Maria Cälina von der Darstellung an. Bald erkrankte die Novizin jedoch an Tuberkulose. Nach Ablegen der feierlichen Profess in articulo mortis auf dem Sterbebett starb sie mit 19 Jahren am 30. Mai 1897.
Maria Cälina von der Darstellung wurde am 16. September 2007 in Bordeaux seliggesprochen. Ihr Gedenktag in der Liturgie ist der 30. Mai.